# Acide 7-désoxyloganique
L'acide 7-désoxyloganique est un hétéroside d'iridoïde, de formule C16H24O9. 
C'est un métabolite végétal notamment présent chez Crotalaria emarginella et Uncaria tomentosa. Il est synthétisé par l'enzyme acide 7-désoxyloganétique glucosyltransférase (7-DLGT) à partir de l'acide 7-désoxyloganétique,. C'est un substrat de l'enzyme acide 7-désoxyloganique hydroxylase (7-DLH) qui produit l'acide loganique.